# 多賀谷信美
多賀谷 信美（たがや のぶみ）は、日本の外科医である。内視鏡外科医療の黎明期において、腹腔鏡下手術を中心とした革新的な技術を推進し、日本における低侵襲手術の発展に寄与した人物である。現在、板橋中央総合病院消化器病センター長を務め、Needlescopic Surgery Meeting および 日本日帰り手術研究会の代表世話人としても活動。

## 経歴
1983年に獨協医科大学を卒業後、同大学第二外科に入局し、外科医としてキャリアを開始。その後、オーストラリア・プリンセスアレキサンドラ病院で移植フェローとして研鑽を積んだ。帰国後は獨協医科大学で講師や准教授として教育および研究活動に従事。
2018年4月からは板橋中央総合病院の消化器病センター長に就任し、患者の負担を最小限に抑える低侵襲手術の提供に尽力。また、さいたま記念病院でも非常勤師として診療を行っている。

## 医療への貢献
「きずの小さな手術」を目指し、単孔式手術やNeedlescopic Surgeryなどの革新的な手術技術を推進。これにより、患者の術後回復期間の短縮や生活の質（QOL）の向上を実現している。また、学会活動や技術研修を通じて若手外科医の育成にも力を入れている。
さらに、日本日帰り手術研究会の代表世話人として、日帰り手術の普及とその品質向上を目的とした活動を積極的に行っている。この分野では、手術技術の標準化やガイドライン策定にも取り組む。

## 所属学会および資格
- 日本外科学会外科専門医・指導医
- 日本消化器病学会専門医・指導医
- 日本消化器内視鏡学会専門医・指導医
- 日本大腸肛門病学会専門医・指導医
- 日本超音波医学会専門医・指導医

## 代表的な活動
Needlescopic Surgery Meeting および 日本日帰り手術研究会の代表世話人として、技術の普及と医療水準の向上に努めている。また、患者の負担を減らすための新しい外科手術技術の研究と実践においてリーダーシップを発揮している。